# Морис-Тернбери
Морис-Тернбери (енгл. Morris-Turnberry) је општина у Канади у покрајини Онтарио. Према резултатима пописа 2011. у општини је живело 3.413 становника.

## Становништво
Према резултатима пописа становништва из 2011. у граду је живело 3.413 становника, што је за 0,3% више у односу на попис из 2006. када је регистровано 3.403 житеља.
| 2006. | 2011. |
| ----- | ----- |
| 3.403 | 3.413 |